# Chủ nghĩa phát xít phong kiến
Chủ nghĩa phát xít phong kiến, còn gọi là chủ nghĩa toàn trị phong kiến-cách mạng, là những thuật ngữ chính thức được Đảng Cộng sản Trung Quốc thời hậu Mao Trạch Đông sử dụng để chỉ hệ tư tưởng và sự cai trị của Lâm Bưu và Bè lũ Bốn tên trong Cách mạng Văn hóa. Năm 1979, Chủ tịch Ủy ban Thường vụ Đại hội Đại biểu Nhân dân Toàn quốc Diệp Kiếm Anh đã mô tả triều đại của Mao Trạch Đông là một "chế độ độc tài phát xít phong kiến" do tệ sùng bái cá nhân, chủ nghĩa dân tộc và chủ nghĩa độc tài dựa trên khủng bố mang tính cách mạng của ông ta bất chấp các chính sách xã hội chủ nghĩa hời hợt.

## Lý do căn bản
Trong thời kỳ cải cách và mở cửa của Trung Quốc, Đảng Cộng sản đã sử dụng cụm từ này để định hình sự thái quá của Cách mạng Văn hóa là do các tác nhân cá nhân, chẳng hạn như những người trong Bè lũ Bốn tên, chứ không phải của toàn Đảng. Sau cái chết của Lâm Bưu và Cách mạng Văn hóa kết thúc, cách giải thích chính thức của Đảng Cộng sản là Lâm Bưu và Bè lũ Bốn tên đại diện cho tàn dư của hệ tư tưởng phong kiến ở Trung Quốc, những kẻ đã sử dụng các phương pháp khủng bố của chủ nghĩa phát xít để đàn áp nền dân chủ nhân dân. Các phương pháp bị chỉ trích là chủ nghĩa phát xít phong kiến bao gồm chế độ chuyên quyền, giáo điều, sùng bái xoài và đàn áp quân sự. Nó cũng đề cập đến sự thiếu liên kết ổn định chung giữa đảng và nhà nước, xuất phát từ việc lạm dụng đường lối quần chúng và thiếu quan tâm đến quy trình Diên An để giải quyết những bất đồng quan điểm bên trong đảng.

## Hiệu ứng
Năm 1977, Nhân dân nhật báo đăng một bài xã luận kêu gọi tổ chức thêm bầu cử và các thể chế dân chủ khác cho Trung Quốc nhằm ngăn chặn sự lặp lại của chủ nghĩa phát xít phong kiến. Một dòng trong Điều lệ Đảng Cộng sản Trung Quốc được coi là biểu tượng đặc biệt của chủ nghĩa phát xít phong kiến và đã bị lược bỏ trong Đại hội X sau Cách mạng Văn hóa: "Tư tưởng Mao Trạch Đông là chủ nghĩa Mác-Lênin của thời đại mà chủ nghĩa đế quốc sắp sụp đổ hoàn toàn và chủ nghĩa xã hội đang tiến tới thắng lợi trên toàn thế giới". Ngay sau đó, các nhà lãnh đạo cải cách Hồ Diệu Bang và Đặng Tiểu Bình bắt đầu phục hồi những công dân bị chụp mũ là kẻ đi theo con đường tư bản chủ nghĩa, phần tử xấu và phản cách mạng. Sự gia tăng mạnh mẽ về tự do chính trị đã dẫn đến phong trào Bức tường Dân chủ, với một số nhà bất đồng chính kiến cho rằng thời kỳ "chủ nghĩa phát xít phong kiến" bắt đầu sớm hơn nhiều so với Cách mạng Văn hóa. Phong trào này ngày càng đe dọa đến sự cai trị của đảng đến mức nó bị đàn áp và cuộc cải cách được tiến hành một cách thận trọng hơn sau đó.